# Ніклас Перссон
Ніклас Перссон (швед. Niklas Persson; 26 березня 1979, м. Есмо, Швеція) — шведський хокеїст, центральний нападник.
Вихованець хокейної школи ХК «Есмо». Виступав за ХК «Лександс», ХК «Лінчепінг», «Нафтохімік» (Нижньокамськ), ЦСКА (Москва), «Рапперсвіль-Йона Лейкерс».
В чемпіонатах Швеції — 458 матчів (79+124), у плей-оф — 72 матчі (19+24).
У складі національної збірної Швеції учасник чемпіонатів світу 2009, 2010, 2011 і 2012 (34 матчі, 7+9). У складі молодіжної збірної Швеції учасник чемпіонатів світу 1998 і 1999. У складі юніорської збірної Швеції учасник чемпіонату Європи 1997.
Двоюрідний брат: Роберт Нільссон.
Досягнення
- Чемпіон світу 2013 року.
- Срібний призер чемпіонату світу (2011), бронзовий призер (2009, 2010)
- Срібний призер чемпіонату Швеції (2007, 2008).